# Jiro Hiratsuka
Jiro Hiratsuka (født 2. december 1979) er en tidligere japansk fodboldspiller.
Han har spillet for flere forskellige klubber i sin karriere, herunder Shonan Bellmare.